# Fridfullt i drömmar
Fridfullt i drömmar, ursprungligen en fransk psalmtext och julsång. Den översattes till finska av Martti Korpilahti (1886-1938); Heinillä härkien kaukalon. Svensk text av Dagny Flodin-Segerstråle. 
Melodin är traditionell fransk julmelodi.

## Publikation
- Sions Sånger 1981 som nr 3 under rubriken "Jul".
- Julens önskesångbok, 1997, under rubriken "Traditionella julsånger".